# Vřesník
Vřesník (en allemand : Sbiersch) est une commune du district de Jičín, dans la région de Hradec Králové, en République tchèque. Sa population s'élevait à 100 habitants en 2022.

## Géographie
Vřesník se trouve à 4 km au nord-est de Lázně Bělohrad, à 19 km à l'est de Jičín, à 29 km au nord-ouest de Hradec Králové et à 94 km au nord-est de Prague.
La commune est limitée par Pecka au nord, par Borek à l'est, par Tetín au sud et par Lázně Bělohrad à l'ouest.

## Histoire
La première mention écrite de la localité date de 1338.

## Transports
Par la route, Vřesník se trouve à 9 km de Hořice, à 22 km de Jičín, à 36 km de Hradec Králové et à 117 km de Prague.